# Жужелицы-бегуны
Жужелицы-бегуны, или бегуны волосатые (лат. Ophonus) — род жужелиц из подсемейства харпалин. Родственный род зерноядным жужелицам (Harpalus).

## Описание
Представители данного рода от других родственных родов отличаются следующими признаками:
- на язычке лябрума (нижней губы) имеются две щетинки;
- четвёртый членик передних лапок у самцов сильно расширен или явственно шире остальных
- последний членик усиков наружных щупиков усечённый или очень тупой;
- верхняя сторона тела тонко пунктированная, то есть усыпана крошечными ямками;
- переднеспинка более чем в два раза короче длины надкрылий;
- грудь у большинства сердцевидная и сзади усечённая.